# Stazione di Asciano-Monte Oliveto Maggiore
La stazione di Asciano-Monte Oliveto Maggiore è una stazione ferroviaria posta sulla Ferrovia Centrale Toscana. Posta nel centro abitato di Asciano, prende nome anche dalla vicina Abbazia di Monte Oliveto Maggiore.

## Storia
La fermata venne attivata nel 1939.